# Campionati europei di atletica leggera indoor 2011 - 3000 metri piani femminili
La gara si è svolta il 5 e il 6 marzo 2011.

## Podio
| #       | Atleta            | Nazionalità | Tempo   | Note |
| ------- | ----------------- | ----------- | ------- | ---- |
| Oro     | Helen Clitheroe   | Regno Unito | 8'56"66 |      |
| Argento | Lidia Chojecka    | Polonia     | 8'58"30 |      |
| Bronzo  | Layes Abdullayeva | Azerbaigian | 9'00"37 |      |

## Record
Prima di questa competizione, il record del mondo (RM), il record europeo (EU) ed il record dei campionati (RC) sono i seguenti:
| Record                | Prestazione | Atleta                      | Data                                | Competizione                                       |
| --------------------- | ----------- | --------------------------- | ----------------------------------- | -------------------------------------------------- |
| Record mondiale       | 8'23"72     | Meseret Defar Etiopia       | 3 febbraio 2007 Stoccarda, Germania |                                                    |
| Record europeo        | 8'27"86     | Lilija Šobuchova Russia     | 17 febbraio 2006 Mosca, Russia      |                                                    |
| Record dei campionati | 8'39"49     | Fernanda Ribeiro Portogallo | 9 marzo 1996 Stoccolma, Svezia      | Campionati europei di atletica leggera indoor 1996 |

## Risultati

### Primo turno
le prime 4 di ogni batteria e i 4 migliori tempi si qualificano per la finale.

#### Batteria 1
| Pos. | Corsia | Nome               | Nazione | Tempo   | Note                                     |
| ---- | ------ | ------------------ | ------- | ------- | ---------------------------------------- |
| 1    | 6      | Sultan Haydar      | Turchia | 9'03"50 | Q                                        |
| 2    | 5      | Elena Zadorožnaja  | Russia  | 9'04"03 | Q                                        |
| 3    | 7      | Dolores Checa      | Spagna  | 9'04"06 | Q                                        |
| 4    | 9      | Olesja Syreva      | Russia  | 9'04"06 | Q                                        |
| 5    | 4      | Natalija Tobias    | Ucraina | 9'05"57 | q                                        |
| 6    | 8      | Christine Bardelle | Francia | 9'08"15 | q                                        |
| 7    | 2      | Paula González     | Spagna  | 9'10"37 | q                                        |
| 8    | 1      | Silvia Weissteiner | Italia  | 9'19"96 | Miglior prestazione personale stagionale |
|      | 3      | Mary Cullen        | Irlanda |         | non partita                              |

#### Batteria 2
| Pos. | Corsia | Nome              | Nazione     | Tempo   | Note     |
| ---- | ------ | ----------------- | ----------- | ------- | -------- |
| 1    | 6      | Layes Abdullayeva | Azerbaigian | 9'00"80 | Q        |
| 2    | 4      | Helen Clitheroe   | Regno Unito | 9'01"45 | Q        |
| 3    | 3      | Lidia Chojecka    | Polonia     | 9'06"44 | Q        |
| 4    | 1      | Natalja Popkova   | Russia      | 9'13"85 | Q        |
| 5    | 7      | Roxana Bârcă      | Romania     | 9'17"29 | q        |
| 6    | 9      | Sonia Bejarano    | Spagna      | 9'28"31 |          |
| 7    | 5      | Svitlana Šmidt    | Ucraina     | 9'43"62 |          |
|      | 2      | Sylwia Ejdys      | Polonia     |         | ritirata |
|      | 8      | Alemitu Bekele    | Turchia     |         | ritirata |

### Finale
| Pos. | Corsia | Nome               | Nazione     | Tempo   | Note                                     |
| ---- | ------ | ------------------ | ----------- | ------- | ---------------------------------------- |
| 1    | 4      | Helen Clitheroe    | Regno Unito | 8'56"66 |                                          |
| 2    | 7      | Lidia Chojecka     | Polonia     | 8'58"30 |                                          |
| 3    | 8      | Layes Abdullayeva  | Azerbaigian | 9'00"37 | Miglior prestazione personale stagionale |
| 4    | 12     | Dolores Checa      | Spagna      | 9'02"18 |                                          |
| 5    | 1      | Natalija Tobias    | Ucraina     | 9'02"94 | Miglior prestazione personale            |
| 6    | 2      | Natalja Popkova    | Russia      | 9'03"42 |                                          |
| 7    | 11     | Elena Zadorožnaja  | Russia      | 9'06"44 |                                          |
| 8    | 9      | Sultan Haydar      | Turchia     | 9'08"84 |                                          |
| 9    | 5      | Roxana Bârcă       | Romania     | 9'09"19 |                                          |
| 10   | 6      | Christine Bardelle | Francia     | 9'10"40 |                                          |
| 11   | 3      | Paula González     | Spagna      | 9'20"32 |                                          |
| dq   | 7      | Olesja Syreva      | Russia      | 8'56"69 |                                          |